# 리비아의 국가 원수
리비아의 국가 원수는 리비아의  최고 지도자이다.
1951년 리비아 왕국으로 독립하였을 시에는 군주제 국가였으며, 1969년 군사 쿠데타 이후 무아마르 카다피가 국가 최고지도자로 존재하였다.

## 리비아의 국가 원수
| 번                                                               | 대             | 사진           | 이름                                                | 임기            | 임기            | 직위                 | 정당           |
| 번                                                               | 대             | 사진           | 이름                                                | 취임일          | 퇴임일          | 직위                 | 정당           |
| 국가과도위원회                                                   | 국가과도위원회 | 국가과도위원회 | 국가과도위원회                                      | 국가과도위원회  | 국가과도위원회  | 국가과도위원회       | 국가과도위원회 |
| ---------------------------------------------------------------- | -------------- | -------------- | --------------------------------------------------- | --------------- | --------------- | -------------------- | -------------- |
| -                                                                | 11             |                | 무스타파 압둘 잘릴 (1952 ~ )                        | 2011년 3월 5일  | 2012년 8월 8일  | 국가과도위원회 의장  | 무소속         |
| 총국민회의                                                       |                |                |                                                     |                 |                 |                      |                |
| -                                                                | -              |                | 무함마드 알리 살림 (1935 ~ 2022) Mohammed Ali Salim | 2012년 8월 8일  | 2012년 8월 9일  | 총국민회의 의장 대행 | 무소속         |
| -                                                                | 12             |                | 무함마드 마가리아프 (1940 ~ ) محمد المقريف‎          | 2012년 8월 9일  | 2013년 1월 9일  | 총국민회의 의장      | 국가전선당     |
| 리비아국                                                         |                |                |                                                     |                 |                 |                      |                |
| -                                                                | -              |                | 무함마드 마가리아프 (1940 ~ ) محمد المقريف‎          | 2013년 1월 9일  | 2013년 5월 28일 | 총국민회의 의장      | 국가전선당     |
| -                                                                | -              |                | 기우마 아흐메드 아티가 (1950 ~ ) جمعة عتيقة         | 2013년 5월 28일 | 2013년 6월 25일 | 총국민회의 의장 대행 | 무소속         |
| -                                                                | 13             |                | 누리 아부사흐마인 نوري أبو سهمين                    | 2013년 6월 25일 | 2016년 4월 5일  | 총국민회의 의장      | 무소속         |
| 투브루크 망명정부                                                |                |                |                                                     |                 |                 |                      |                |
| 칼리파 하프타르 리비아 국민군 최고 사령관이 망명정부 최고 지도자 |                |                |                                                     |                 |                 |                      |                |
| -                                                                | -              |                | 아부 바크르 바이라 أبو بكر مصطفى بعيرة              | 2014년 8월 4일  | 2014년 8월 5일  | 대표회의 의장 대행   | 무소속         |
| -                                                                | 14             |                | 아길라 살레 이사 (1944.1.1 ~ ) عقيلة صالح عيسى      | 2014년 8월 5일  | 2021년 3월 15일 | 대표회의 의장        | 무소속         |
| 리비아 대통령위원회                                              |                |                |                                                     |                 |                 |                      |                |
| -                                                                | 15             |                | 파예즈 알사라지 (1960 ~ ) فايز السراج               | 2016년 3월 30일 | 2021년 3월 15일 | 리비아의 총리        | 무소속         |
| -                                                                | 16             |                | 모하메드 알 멘피 (1976 ~ ) محمد يونس المنفي         | 2021년 3월 15일 |                 | -                    | 무소속         |

## 같이 보기
- 리비아의 수반 목록